# NGC 6175 NED01
NGC 6175 NED01 est la galaxie lenticulaire boréale de la paire de galaxies NGC 6175 située dans la constellation d'Hercule. Sa vitesse par rapport au fond diffus cosmologique est de 9 011 ± 4 km/s, ce qui correspond à une distance de Hubble de 132,9 ± 9,3 Mpc (∼433 millions d'al). Cette paire de galaxie a été découverte par William Herschel en 1787.
NGC 6175 est la galaxie la plus brillante de l'amas Abell 2199 (BrClG : brightest cluster galaxy).